# Mysterio
Mysterio is een fictieve superschurk uit de strips van Marvel Comics, en een vaste vijand van Spider-Man. Hij werd bedacht door Stan Lee en Steve Ditko. Officieel verscheen hij voor het eerst in Amazing Spider-Man #13, maar later werd onthuld dat de aliens die voorkwamen in Amazing Spider-Man #2 een vermomde Mysterio en zijn handlangers waren.

## Biografie

### Quentin Beck
Mysterio’s ware identiteit was Quentin Beck, een special-effects expert die werkte voor een grote studio en hoopte om ooit naam te maken in de filmindustrie. Hij had echter niet het talent en uiterlijk om een ster te worden, noch het geduld om regisseur te worden. Toen een vriend hem bij wijze van grap vertelde dat de beste manier om snel succesvol te worden het verslaan van een gekostumeerde held was, besloot Quentin een superschurk te worden. Hij koos Spider-man als zijn slachtoffer, en bereidde zich een paar maanden voor. Hij nam de identiteit van Mysterio aan.
Tijdens hun eerste gevecht toonde Mysterio al zijn vaardigheden. Hij wist Spider-Mans spider-sense te misleiden en loste zijn webben op met een chemisch goedje. Desondanks werd hij keer op keer door Spider-Man verslagen en belandde na vrijwel elke poging in de gevangenis. Hij sloot zich meerdere malen aan bij de Sinister Six, maar ook dat hielp hem niet Spider-Man te verslaan. Na een tijdje begon hij zijn reputatie als superschurk te verliezen, helemaal na zijn nederlaag tegen het uit kinderen bestaande superheldenteam Power Pack.
Uiteindelijk kreeg Mysterio te horen dat hij een hersentumor en longkanker had, beide als gevolg van de chemicaliën en de straling van de spullen die hij altijd gebruikte. Hij zou nog een jaar te leven hebben. Hierdoor werd hij geobsedeerd door het wraak nemen op Spider-Man, totdat hij las dat de huidige Spider-Man slechts een kloon was (Ben Reilly). Daarom richtte hij zich op een andere superheld, Daredevil. Hij verkreeg van Kingpin een hoop informatie over Daredevils verleden, en probeerde met deze info Daredevil tot waanzin te drijven. Dit mislukte, waarna een gevecht tussen de twee volgde. Mysterio hoopt min of meer dat Daredevil hem zou doden, aangezien dat een waardig einde van zijn leven zou zijn. Daredevil liet hem in leven, waarna Mysterio zichzelf doodschoot.

### Opvolgers
Korte tijd later dook er een nieuwe Mysterio op die zich aansloot bij de nieuwste incarnatie van de Sinister Six. Hij maakte een hoop referenties naar “zijn dood”. Lange tijd was onduidelijk wie deze Mysterio was, totdat hij werd ontmaskerd als Daniel Berkhart, een oude vriend van Beck en een Jack O'Lantern.
Meer recentelijk nam een mutant genaamd Francis Klum de identiteit van Mysterio aan. Francis beschikte over teleportatie krachten, waardoor de derde Mysterio de eerste en enige was die daadwerkelijk een superkracht bezat.

### Terugkeer van Beck
In Friendly Neighborhood Spider-Man #11, had Klum het plan om de zojuist ontmaskerde Spider-Man te doden. Dit trok de aandacht van Daniel Berkhart die de trucs van Klum herkende. Hij hielp Spider-Man om Klum te verslaan.
Kort voor het gevecht kwam Klum echter een derde man tegen in een meer radicaal, paars en rood Mysterio kostuum. Toen deze zijn helm afdeed bleek dat hij niemand minder was dan Quentin Beck, terug uit de dood, maar hij miste nog steeds de helft van zijn hoofd. Hoe het precies kan dat hij terug is gekeerd, is nog niet onthuld.

## Krachten en wapens
Quentin Beck was een expert in special effects en illusies. Hij was ook een meester in hypnose en goochelen, en een amateur in robotica. Hij had grote kennis van gevechtstechnieken die hij leerde als een stuntman, maar bezat verder geen bovenmenselijke krachten.
De derde Mysterio was een mutant met teleportatie krachten.
Mysterio (in elke incarnatie) had een persoonlijke wapenset met onder andere een plexiglas helm waar je alleen door van binnen naar buiten kon kijken, een hologram projector en handschoenen + laarzen gewapend met capsules die een hallucinogeen gas loslaten. Hij ontwikkelde ook een gas dat Spider-Mans spider-sense kon misleiden.

## Mysterio in andere media
- Mysterio was een schurk in de Spider-Man animatieserie uit 1967.
- Mysterio verscheen in de animatieserie Spider-Man and His Amazing Friends in de aflevering "Spidey Goes Hollywood".
- In de animatieserie Spider-Man : The Animated Series, werd Mysterio’s stem gedaan door Gregg Berger. In deze serie was hij een superschurk die Spider-Man de schuld gaf van het ruïneren van zijn reputatie. Hij werd ook lid van de Insidious Six. Uiteindelijk kwam hij om bij een explosie in een studio.
- Mysterio verscheen in enkele computerspellen The Amazing Spider-Man vs. The Kingpin en Marvel: Ultimate Alliance.
- Mysterio verscheen in de trailer van de fanfilm The Green Goblin's Last Stand. Hij kwam echter niet voor in de film zelf.
- Mysterio doet mee in de animatieserie The Spectacular Spider-Man.
- Mysterio is ook de naam van een Pro-Wrestler, Origineel heet hij eigenlijk Rey Mysterio Junior omdat zijn oom de originele Mysterio was.
- Mysterio verschijnt sinds 2019 in het Marvel Cinematic Universe, waarin hij gespeeld wordt door Jake Gyllenhaal. Hij maakte zijn debuut in de superheldenfilm Spider-Man: Far From Home uit 2019 als de hoofdschurk. Enkele archief beelden van Quentin Beck / Mysterio verschenen in Spider-Man: No Way Home uit 2021. In 2024 verscheen een alternatieve versie van Quentin Beck / Mysterio in de Disney+-animatieserie What If...? uit 2024. Hierin is Beck de leider van een vernietigde aarde. Mysterio's stem wordt in deze animatieserie ingesproken door Alejandro Saab.